# Pudeoniscus obscurus
Pudeoniscus obscurus är en kräftdjursart som beskrevs av Lemos de Castro 1973. Pudeoniscus obscurus ingår i släktet Pudeoniscus och familjen Pudeoniscidae. Inga underarter finns listade i Catalogue of Life.